# 凌霄 (1963年)
凌霄（1963年7月—），江苏吴江人，中国石油天然气股份有限公司原副总裁。

## 生平
1963年7月，凌霄出生在江苏省吴江县。1982年9月，凌霄加入新疆石油管理局油田建设工程公司，先后出任技术员、助理工程师、工程师、陕西工程公司副经理、总工程师。1987年12月加入中国共产党。2000年1月，凌霄升任新疆石油管理局准东石油勘探开发公司经理、党委书记。2001年6月兼任新疆石油管理局副局长，2002年8月又兼任新疆培训中心（新疆石油学院）主任（院长）、党委副书记。2003年9月，凌霄不再任新疆石油管理局准东石油勘探开发公司经理、党委书记。
2004年8月，凌霄兼任中国石油西部管道有限责任公司董事长、总经理。2005年12月兼任党委书记。
2013年11月，凌霄出任中国石油西气东输管道分公司总经理、党委书记、西气东输销售分公司总经理。
2016年3月，凌霄出任中国石油天然气与管道分公司党委书记、副总经理、天然气销售分公司副总经理。同年9月兼任中石油管道有限责任公司总经理、党委书记。2017年11月兼任昆仑能源有限公司董事长。
2017年12月，凌霄出任中国石油天然气股份有限公司副总裁、天然气与管道分公司总经理、党委副书记、天然气销售分公司总经理、党委副书记，中石油管道有限责任公司董事长、党委书记，昆仑能源有限公司董事长。2020年10月，凌霄只保留中国石油天然气股份有限公司副总裁职位。2021年4月兼任支持服务子集团党工委委员，7月退任，并且兼任支持服务子集团统筹协调委员会委员。9月，凌霄辞去中国石油天然气股份有限公司副总裁、支持服务子集团统筹协调委员会委员的职位。
2021年10月3日，凌霄主动投案，接受四川省监察委员会调查。